# Hepatitis D
Die Hepatitis D ist eine Infektionskrankheit, die ausschließlich bei Menschen mit bereits vorliegender Hepatitis-B-Infektion vorkommt. Der Erreger, das Hepatitis-D-Virus (früher Delta-Agens oder Delta-Virus genannt), kann sich nur mit Hilfe des vom Hepatitis-B-Virus stammenden Oberflächenproteins HBsAg vermehren. Eine Impfung gegen Hepatitis B schützt gleichzeitig gegen Hepatitis D.

## Erreger
Das Hepatitis-D-Virus (HDV) ist aufgrund seiner genetischen Struktur und seines Replikationsweges eine Seltenheit der Natur. Es ist ein defektes Virus, ein Virusoid, das nur aus einem stark verdrillten (negativen) RNA-Ring besteht. Dieses Virus hat also keine eigenen Hüllproteine und braucht das Hepatitis-B-Virus als Hüllenspender. Es hat die Eigenschaft, die Hüllproteine (HBsAg) des Hepatitis-B-Virus zu binden, und besitzt damit den gleichen Infektionsweg wie das HBV.
Aufgrund dieses Defektes kann es nur zu einer Infektion kommen, wenn auch das Hepatitis-B-Virus gleichzeitig vorhanden ist. Das heißt, nur Patienten mit einer HBV-Infektion können sich auch mit HDV infizieren.
Auch hier kann es zu einer chronischen Entzündung der Leber kommen.

## Verbreitung
Das HDV ist im Mittelmeerraum, in Rumänien, auf der arabischen Halbinsel, in Teilen von Afrika und Mittel- und Südamerika endemisch.
Die beim RKI für Deutschland gemeldeten Fallzahlen haben sich seit dem Jahr 2005 folgendermaßen entwickelt:
| Jahr | gemeldete Fallzahlen |
| ---- | -------------------- |
| 2005 | 15                   |
| 2006 | 21                   |
| 2007 | 9                    |
| 2008 | 7                    |
| 2009 | 7                    |
| 2010 | 10                   |
| 2011 | 16                   |
| 2012 | 18                   |
| 2013 | 31                   |
| 2014 | 15                   |
| 2015 | 20                   |
| 2016 | 12                   |
| 2017 | 36                   |
| 2018 | 59                   |
| 2019 | 75                   |
| 2020 | 40                   |
| 2021 | 50                   |
| 2022 | 111                  |
| 2023 | 132                  |
| 2024 | 82                   |

## Übertragungsweg
Hepatitis D wird vorwiegend durch Kontakt mit Blut oder Blutprodukten übertragen. Ebenso ist eine Übertragung durch Geschlechtsverkehr möglich.

## Diagnostik
Die Diagnose der Erkrankung wird durch Laboruntersuchungen aus Blutproben gestellt. Hierbei sind Antikörper der Klassen IgG und IgM nachweisbar, wobei letztere zuerst auftreten allerdings auch lange bei chronischer Infektion persistieren. Antikörper gegen das Virus sind ab 3–8 Wochen nach Ansteckung nachweisbar. Ebenso kann das Antigen des HD-Virus mittels Antikörperreaktion nachgewiesen werden. Außerdem ist es möglich das Erbmaterial des Erregers mittels Polymerasekettenreaktion im Blut nachzuweisen. Diese Methode ist bei Hepatitis D geeignet um zwischen abgeheilter und noch aktiver Infektion zu unterscheiden.

## Symptome
Die Symptome sind ähnlich denen bei Infektion mit Hepatitis B.

## Verlauf
Für die Prognose des Patienten ist es von Bedeutung, ob die Infektion mit Hepatitis D gleichzeitig mit Hepatitis B erfolgte (Simultaninfektion) oder nachträglich (Superinfektion). Im letzteren Fall leidet die Leber deutlich stärker. Das entspricht der allgemeinen Beobachtung bei Hepatitis, dass der „second hit“, der zweite schwere Schädigungseinfluss, oft das Fass zum Überlaufen bringen und schnell zu einer Leberzirrhose und/oder Leberkrebs führen kann.

## Vorbeugung
Wer gegen Hepatitis B geimpft ist, ist damit gleichzeitig auch gegen Hepatitis D geschützt.

## Therapie
Bislang sind die Therapiemöglichkeiten gegen Hepatitis D noch eingeschränkt. Eine 12-monatige Behandlung mit pegyliertem Interferon kann das Hepatitis-D-Virus in einigen Fällen ausheilen. Oft steigt die Virusmenge nach Therapieende wieder an, der Verlauf der Hepatitis-D-Erkrankung scheint jedoch dennoch langsamer zu sein. Gegen Hepatitis B wirksame Nukleosid- und Nukleotidanaloga wirken nicht gegen das Hepatitis-D-Virus; falls die begleitende Hepatitis B behandlungsbedürftig ist, sollte diese möglichst optimal therapiert werden. Bei stark fortgeschrittener Leberkrankheit können Hepatitis-B- und -D-Koinfizierte transplantiert werden.
Im Jahr 2020 wurde das Medikament Bulevirtid (ehemals Myrcludex B, Markenname Hepcludex) von der Europäischen Kommission zur Behandlung von Hepatitis-D-Infektionen zugelassen.

## Meldepflicht
In Deutschland ist jede akute Virushepatitis (also auch akute Hepatitis D) gemäß § 6 Infektionsschutzgesetz (IfSG)  namentlich meldepflichtig. Dies betrifft den Verdacht einer Erkrankung, die Erkrankung sowie den Tod. Zudem ist auch jeder Nachweis des Hepatitis-D-Virus nach § 7 IfSG namentlich meldepflichtig. Die erste Meldepflicht betrifft vor allem die feststellenden Ärzte, die zweite vor allem die Leitungen von Laboren (§ 8 IfSG).
In Österreich sind nach § 1 Absatz 1 Nummer 1 Epidemiegesetz 1950 Verdachts-, Erkrankungs- und Todesfälle an infektiöser Hepatitis (Hepatitis A, B, C, D, E), also auch an Hepatitis D, anzeigepflichtig. Zur Anzeige verpflichtet sind unter anderem Ärzte und Labore (§ 3 Epidemiegesetz 1950).